# Haven Shepherd
Haven Shepherd (Vietnam, 9 de marzo de 2003) es una nadadora paralímpica vietnamita-estadounidense. En 2018, fue incluida en la lista 100 Women de la BBC.

## Trayectoria
Shepherd nació con el nombre de Do Thi Thuy Phuong en la provincia de Quang Nam, Vietnam. Cuando tenía 14 meses, sus padres murieron en la explosión de una bomba, que se atribuye a un doble suicidio o a un asesinato-suicidio perpetrado por su padre. Aunque también se pretendía que Shepherd muriera en la explosión, fue lanzada a 40 pies de distancia y sólo sufrió daños en las piernas. Su media-hermana mayor también sobrevivió a la explosión. La abuela de Shepherd la llevó a un hospital en Đà Nẵng, donde le amputaron ambas piernas. A los 20 meses de edad, fue adoptada por una pareja estadounidense de Carthage, Missouri, que tenía seis hijos mayores.
Shepherd fue educada en casa y aprendió a nadar a los 3 años. Shepherd usa unas prótesis en sus piernas.
Shepherd comenzó a nadar de manera competitiva a los 10 años.Cuando tenía 13 años, el equipo paralímpico de EE. UU. comenzó a considerarla una posible candidata en base a los tiempos que alcanzaba. Quedó en segundo lugar en su prueba en los Juegos Parapanamericanos de 2019 en Lima, Perú. En los Juegos Paralímpicos de Verano de 2020, Shepherd quedó en quinto lugar en los 200 m combinados individuales femeninos SM8.

## Reconocimientos
Shepherd ganó una medalla de oro en los Juegos Parapanamericanos de 2023 en los 200 m combinados individuales femeninos SM8. Antes de esta victoria, quedó en cuarto lugar en los 100 metros espalda, mariposa y braza, y en séptimo lugar en los 50 metros libre.
En abril de 2024, Shepherd participó en una campaña publicitaria para Reese's. Shepherd compitió en los Juegos Paralímpicos de Verano de 2024 en París.